# 托馬斯戈門索羅
30°26′S 57°26′W / 30.433°S 57.433°W
托馬斯戈門索羅（西班牙語：Tomás Gomensoro），是烏拉圭的城鎮，位於該國北部，由阿蒂加斯省負責管轄，處於貝亞烏尼翁東南面27公里，海拔高度100米，2011年人口2,659。